# Novakovo, Varna
Novakovo (în bulgară Новаково) este un sat în comuna Aksakovo, regiunea Varna,  Bulgaria. 

## Demografie
Componența etnică a satului Novakovo
     Bulgari (87,32%)
     Nicio identificare (12,67%)
     Altele (0%)
La recensământul din 2011, populația satului Novakovo era de 71 locuitori. Din punct de vedere etnic, majoritatea locuitorilor (87,32%) erau bulgari. Pentru 12,67% din locuitori nu este cunoscută apartenența etnică.